# Корыгин, Константин Николаевич
Константин Николаевич Корыгин (1894, Иваново-Вознесенск — 1953, Москва) — русский, советский живописец и график. Писал пейзажи, жанровые картины и портреты.

## Биография
Родился в Иваново-Вознесенске Владимирской губернии в 1894 году. Окончил Иваново-Вознесенское реальное училище, в 1912 году уехал в Москву, где занимался в Художественной студии живописи и рисунка И. И. Машкова, с 1912 по 1917 годы учился в Московском училище живописи, ваяния и зодчества по мастерской А. Е. Архипова.
В 1917 году вернулся в Иваново-Вознесенск, где основал общество «Искусство».
Участник Общества художников московской школы (1917—1925), с 1923 года член Ассоциации художников революционной России.
Участник выставок:
- выставки Товарищества передвижных художественных выставок (1922—1923)
- выставки Общества художников московской школы (1917, 1923—1925)[2]
- 10 лет РККА (1928)
- Социалистическое строительство в Советском искусстве (1930)
- Выставке отчётных работ художников, командированных в районы индустриального и колхозного строительства (1931, 1932)
- Женщина в СССР и за границей (1931, Берлин)
- Передвижной выставке произведений живописи и графики московских художников (1932, Харьков)
- 15 лет РККА (1933)

В 1932 году стал одним из первых новосёлов московского городка художников на Нижней Масловке (корпус «Ж»).
В 1932 году вместе с группой художников был направлен Высшим Советом народного хозяйства на новостройки Урала и Донбасса, чтобы запечатлеть успехи индустриализации. Маршрут был связан с главными стройками страны: Магнитогорским, Челябинским тракторным заводом им. Сталина, Трубным заводом в Первоуральске, заводом в Синарстрое и другими уральскими предприятиями. Вместе с Корыгиным в творческой экспедиции участвовали В. В. Карев, И. А. Модоров, В. Н. Костяницын, В. В. Крайнёв, Е. А. Львов и Ф. Модоров.
Умер в Москве в 1953 году, похоронен на участке деятелей искусства Введенского кладбища.

## Картины
Некоторые картины художника
- «Мужской портрет — Николай Евтихьевич Корыгин» (1925 — Ивановский областной художественный музей)[7]
- «1905 г. Расстрел» (1925 — Государственный центральный музей современной истории России)[8]
- «Штаб отряда сибирских партизан» (1929 — Самарский областной художественный музей)[9]
- «Ударник колхоза „Червонный берег“ (Северный Кавказ) тов. Ф. Мищенко» (ок. 1930 — Государственный Русский музей)[10]
- «Кузнечный цех» (1931 — Краснодарский краевой художественный музей)[11]
- «Ударники завода имени Лепсе» (1932, Нижегородский государственный художественный музей)[12]
- «Проверка выполнения» шести условий т. Сталина (ок 1932 — Государственный центральный музей современной истории России)[13]
- «Строительство инструментального цеха ЧТЗ» (1932 — Челябинский государственный музей изобразительных искусств)[14]
- «Котельщик тов. Хломик» (1934 — Музей Палехского искусства)[15]
- «Военные изобретатели» (окол 1935 — Центральный музей Вооруженных Сил Российской Федерации)[16]
- «Автопортрет» (1935 — Таганрогский художественный музей)[17]
- «Тригорское. Скамья Онегина» (1935 — Всероссийский музей А. С. Пушкина)[18]
- «Тропинка» (1936 — Томский областной художественный музей)[19]
- «Военный дом отдыха Военно-воздушного флота РККА „Марфино“» (1937 — Тверская областная картинная галерея)[20]
- «М. И. Калинин» (1940 — Государственный центральный музей современной истории России)[21]
- «Фисанович И. И., Герой Сов. Союза» (1942 — Центральный военно-морской музей имени императора Петра Великого)[22]
- «Первый выход на завод» (1943 — Екатеринбургский музей изобразительных искусств)[23]
- «Портрет маршала Советского Союза К. К. Рокоссовского» (1945 — Государственный центральный музей современной истории России)[24]
- «Портрет маршала Советского Союза Л. П. Берия» (1945 — Государственный центральный музей современной истории России)[25]
- «Букет» (1952)[26]

## Семья
- Сын — Владимир Константинович Корыгин (1924—1991) — живописец, график, скульптор, дизайнер музейно-выставочных пространств, ветеран ВОВ[6];
  - Внучка — Татьяна Владимировна Корыгина (1955) — художник, дизайнер-график, дизайнер выставок и интерьеров, преподаватель;
    - Правнук — Антонио Владимирович Вильчес-Ногерол (1980) — дизайнер музейно-выставочных пространств, куратор, преподаватель МГХПА им. С. Г. Строганова[6]
- Дочь — Анастасия Константиновна Корыгина (около 1920 — не ранее 1960[27]) — художник
- Брат(?)[28] — Михаил Николаевич Корыгин (1903—1957) — художник